# Greenwood Village
Greenwood Village est une ville située dans le comté d'Arapahoe, dans l’État du Colorado aux États-Unis.
Lors du recensement de 2010, sa population s’élevait à 13 925 habitants. La municipalité s'étend alors sur une superficie de 8,28 milles carrés (21,45 km2).

## Histoire
Greenwood Village devient une municipalité en 1950, après un vote de ses habitants par 74 voix en faveur de l'incorporation et 44 voix contre. Elle doit son nom au Greenwood Ranch, fondé par Cyrus G. Richardson au XIXe siècle.

## Démographie
La population de Greenwood Village est estimée à 15 749 habitants au 1er juillet 2016.
Le revenu par habitant était en moyenne de 82 519 dollars par an entre 2012 et 2016, largement supérieur à la moyenne du Colorado (33 230 dollars) et à la moyenne nationale (29 829 dollars). Sur cette même période, 4,6 % des habitants de Greenwood Village vivaient sous le seuil de pauvreté (contre 11,0 % dans l'État et 12,7 % à l'échelle des États-Unis).
Sa population est davantage éduquée que le reste de l'État ou du pays, avec 76,1 % de ses habitants étant diplômés d'au moins un bachelor (contre 38,7 % et 30,3 %).
| 1960 | 1970  | 1980  | 1990  | 2000   | 2010   |
| ---- | ----- | ----- | ----- | ------ | ------ |
| 572  | 3 095 | 5 729 | 7 589 | 11 035 | 13 925 |